# Квинт Цецилий Корнут
Квинт Цецилий Корнут (на латински: Quintus Caecilius Cornutus) е политик на Римската република през края на 1 век пр.н.е.
Произлиза от фамилията Цецилии, клон Корнут. През 61 пр.н.е. е народен трибун с колеги Марк Алфидий Луркон и Квинт Фуфий Кален.